# Martin Grosser
Martin Grosser (ur. we Wrocławiu, działał w drugiej połowie XVI wieku) – niemiecki duchowny, prekursor nauk rolniczych na Śląsku.
Zdobył wykształcenie teologiczne i jako pastor protestancki został rektorem szkoły w Bierutowie, a następnie od 1564 był pastorem parafii w Szewcach. Oprócz obowiązków duszpasterskich zajmował się badaniem rolnictwa i opublikował w 1590 pierwszy na Śląsku podręcznik rolnictwa, obejmujący wszystkie podstawowe działy: uprawę roślin, hodowlę itp. Praca Grossera została też wydana w polskim tłumaczeniu.
Publikacje M. Grossera:
- Martin Groser: Kurze und gar einfeltige Anleitung zu der Landwirtschaft. 1590, Görlitz.
- Marcin Grosser: Krótkie i bardzo proste wprowadzenie do gospodarstwa wiejskiego. Wyd. Ossolineum, 1954, Wrocław.